# Jasper National Park
Jasper National Park er den største nationalpark i bjergkæden Canadian Rockies og et verdensarvsområde, beliggende i provinsen Alberta i Canada.
Parken blev oprettet i 1907, da et skovreservat på 13.000 kvadratkilometer blev dannet. 1930 fik det beskyttede område status som nationalpark og i 1984 blev udpeget det til verdensarv. I dag omfatter parken et areal på 10.878 kvadratkilometer.
I 1984 blev Jasper, sammen med andre nationale og regionale værneområder i den canadiske del af Rocky Mountains, udpeget som et verdensarvsområde af UNESCO, på grund af bjergområderne med bjergtoppe, isbræer, søer, vandfald, slugter og kalkgrotter, samt fossiler, der findes i området. Med udnævnelsen fulgte større bevaringsmæssige forpligtelser.
Naturen i parken er bjergrig, med skove, dale, gletsjere, floder og vandfald. Flere bjergtoppe i parken når en højde på over 3.000 meter over havet, og den højeste er Mount Columbia med en højde på 3.782 meter over havet. Det lavest beliggende punkt i parken er 985 meter over havet og findes i parkens østlige del.
Parken har også en rig flora og fauna, med blandt andet 53 forskellige pattedyrsarter. Blandt disse forekommer eksempelvis tykhornsfår, sneged, virginiahjort, storøret hjort,  elg, ulv, puma, sort bjørn og grizzlybjørn.
Historisk interessante seværdigheder i parken, som årligt tiltrækker mange besøgende, er Athabasca Pas og Yellowhead Pas, der er gamle handelsveje for den tidligere pelshandel i området og levnene af pelshandelstationen Jasper House fra 1829, opkaldt efter Jasper Hawes, som fra 1817 repræsenterede handelsstationen for North West Company.